# Par amour (téléfilm)
Pour les articles homonymes, voir Par amour.
Par amour est un téléfilm français réalisé par Alain Tasma, diffusé en 2003.

## Synopsis
Après avoir tout sacrifié pour accéder au firmament de la cuisine française, Nicole Doucet est devenue un grand chef, et dirige un établissement étoilé. Elle voit réapparaître Guillaume, son fils, après des mois d'absence. Celui-ci, qui vient de convoler, revient pour se faire offrir un repas de noces. L'élue de son cœur est une femme très fortunée beaucoup plus âgée que lui. À l'aube de cette nouvelle vie, Guillaume promet à sa mère de rester dans le droit chemin et d'arrêter de se droguer. Nicole décide de croire son fils et de se réjouir pour lui, mais elle s'aperçoit bientôt qu'il lui ment et qu'il n'a absolument pas changé. De plus, son épouse, qu'elle déteste, le manipule. Bientôt, celle-ci est retrouvée assassinée. Nicole est accusée du crime...

## Fiche technique
- Réalisation : Alain Tasma
- Scénario : Vincent Solignac
- Producteurs : Isabelle Degeorges, Jean-Pierre Dusséaux, Serge Moati, Dóra Pajor
- Musique : Alain Ledouarin et Patrice Caratini
- Distribution des rôles : Regina Kohati et Philippe Page
- Création des décors : Patric Valverde
- Ingénieurs du son : Charlotte David, Gérard Lamps
- Société de production : France 2, Image et Compagnie, TV5
- Société de distribution : France 2 Cinéma
- Pays d'origine : France
- Genre : Comédie dramatique
- Durée : 90 minutes
- Date de diffusion : 14 mai 2003 sur France 2

## Distribution
- Marthe Keller : Nicole Doucet
- Firmine Richard : Bernadette Chabot
- Catherine Arditi : Jocelyne
- Sara Martins : Maria
- Nanou Garcia : Violaine
- Dimitri Storoge : Guillaume Doucet
- Marie Payen : Aude
- Vincent Solignac : Bernard
- Blandine Lenoir : La surveillante
- Jean-Pierre Bouvier : Pierre
- Andrzej Seweryn : François
- Erick Desmarestz : Martin Lavant
- Céline Cuignet : Cathy